# Friedhof Giesel

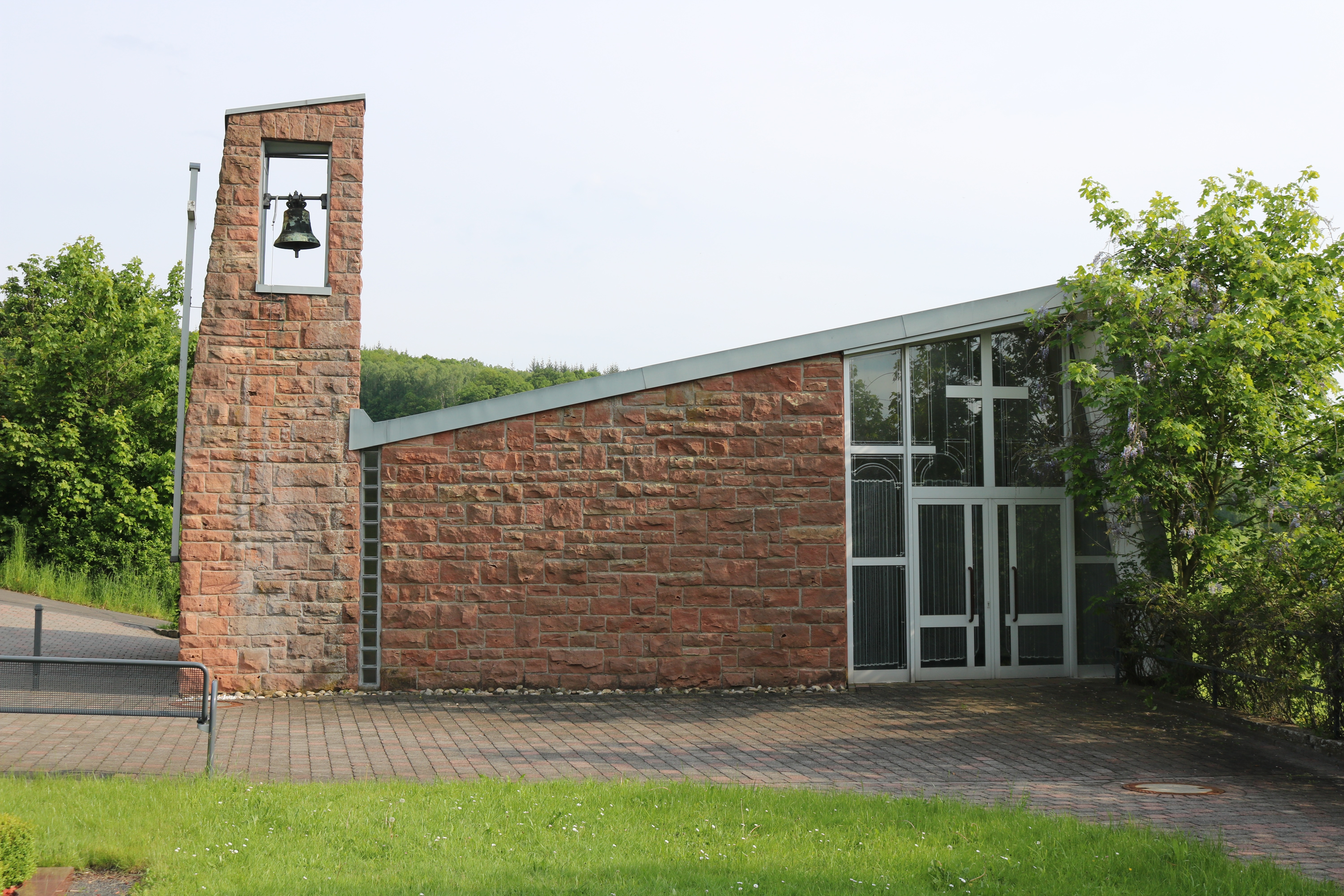
Die Friedhofskapelle (von Norden)

Der Friedhof Giesel befindet sich in Giesel, einem Ortsteil der Gemeinde Neuhof bei Fulda im osthessischen Landkreis Fulda. Er dient seit Anfang des 20. Jahrhunderts als Begräbnisstätte des Ortes.

## Geschichte
Über Jahrhunderte wurden die Toten des Dorfes Giesel auf dem Kirchhof der um 1330 vom Würzburger Stiftsherrn Nikolaus Roslon errichteten Kapelle die der heiligen Maria Magdalena geweiht war, bestattet. Das Gotteshaus war massiv aus Stein erbaut. Es wird ab 1594 als Schlosskapelle bezeichnet, die dem Kirchspiel Haimbach zugeordnet und belegbar mit einer Kirchhofmauer aus Sandstein umgeben war.
Dieser alte Friedhof in der Zellertstraße 6 wurde 1959 entwidmet und eingeebnet. Später erfolgte die Bebauung mit einem Wohnhaus.

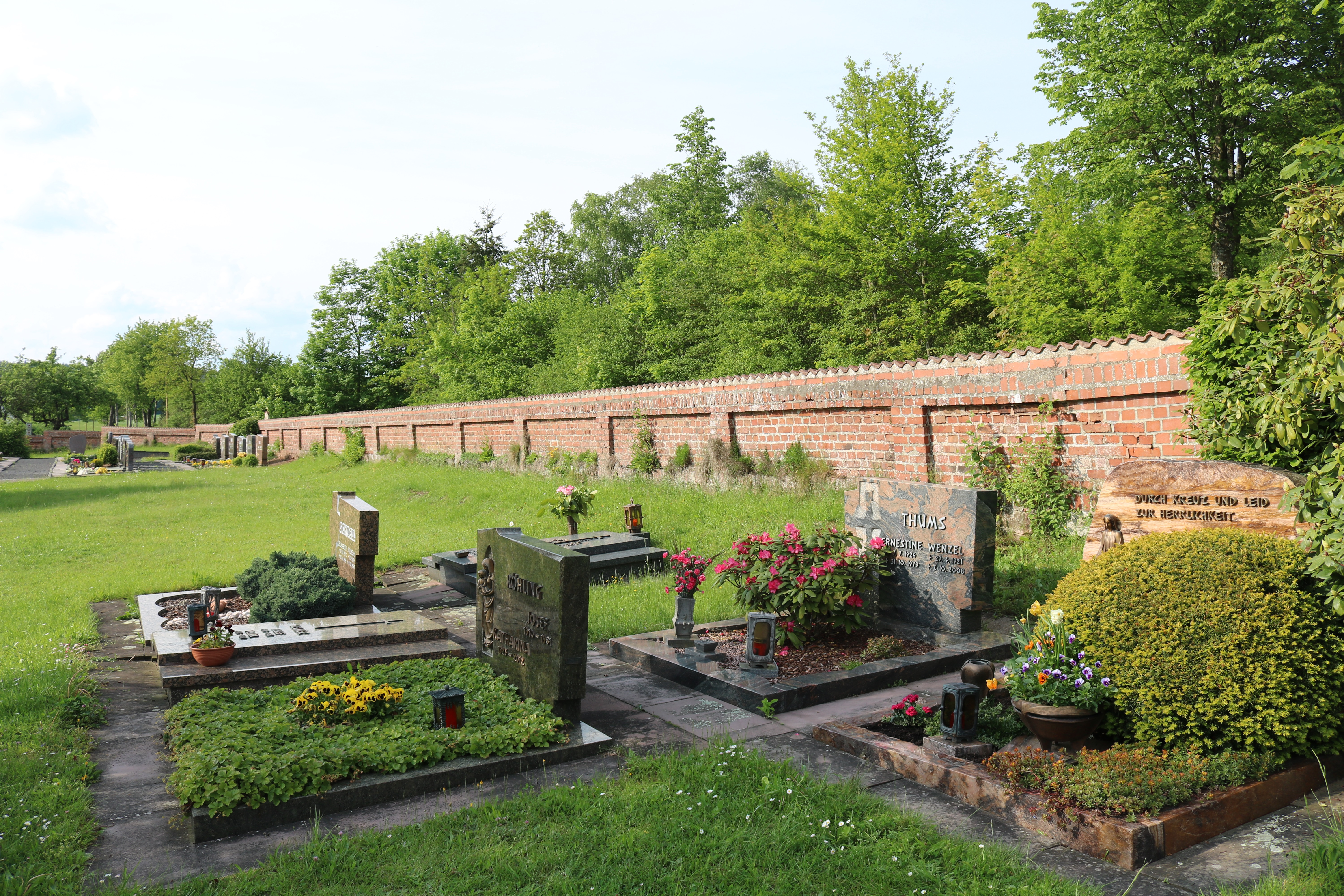
Die Einfriedungsmauer des Friedhofs in Giesel

Anfang des 20. Jahrhunderts in den Jahren 1908/1909 wurde der heutige Friedhof angelegt und mit einer Einfriedungsmauer aus gebrannten Ziegelsteinen umgeben. Die Adresse des Friedhofs Zellertstraße verweist darauf, dass er außerhalb der bebauten Ortslage angelegt wurde. 1960 war der Friedhof für die Errichtung einer Friedhofskapelle zu klein geworden. Es folgte eine Erweiterung im Rahmen einer Flurbereinigung für den Kapellenbau. Talseits der Friedhofskapelle wurden weitere Grabstellen angelegt.

### Zweite Erweiterung des Friedhofs
Eine zweite Erweiterung erfolgte unter Bürgermeister Martin Hohmann mit der Neuanlage eines Landschaftsfriedhofes östlich und oberhalb der Sudetenstraße Ende der 1990er Jahre. Mit den Planungen des Gartenarchitekten Klaus Heigel aus Poppenhausen wurde ein Teil der Friedhofsfläche im Grabfeld „Familiengräber“ mit Tiefengräbern beplant und mit 2 Belegstellen übereinander anlegt. Die ersten Bestattungen fanden ab Mai 1997 statt.

### Verlegung des Haupteinganges
Im Jahre 2013 wurde das seit über 100 Jahren genutzte Haupteingangstor verlegt und mit Ziegelsteinen verschlossen.
Der Ausbau der Zellertstraße mit beidseitigen Gehwegen machte diese Verlegung wegen des Höhenunterschiedes erforderlich. Die ursprünglich als lange Zugangsrampe angelegte Zuwegung (heutiger Grünstreifen neben dem rechten Gehweg) von 1909, wurde von der Ecke Sudetenstraße/Zellertstraße bergauf nach Nordosten verlegt.

## Friedhofskapelle
Siehe 

## Friedhofsglocke

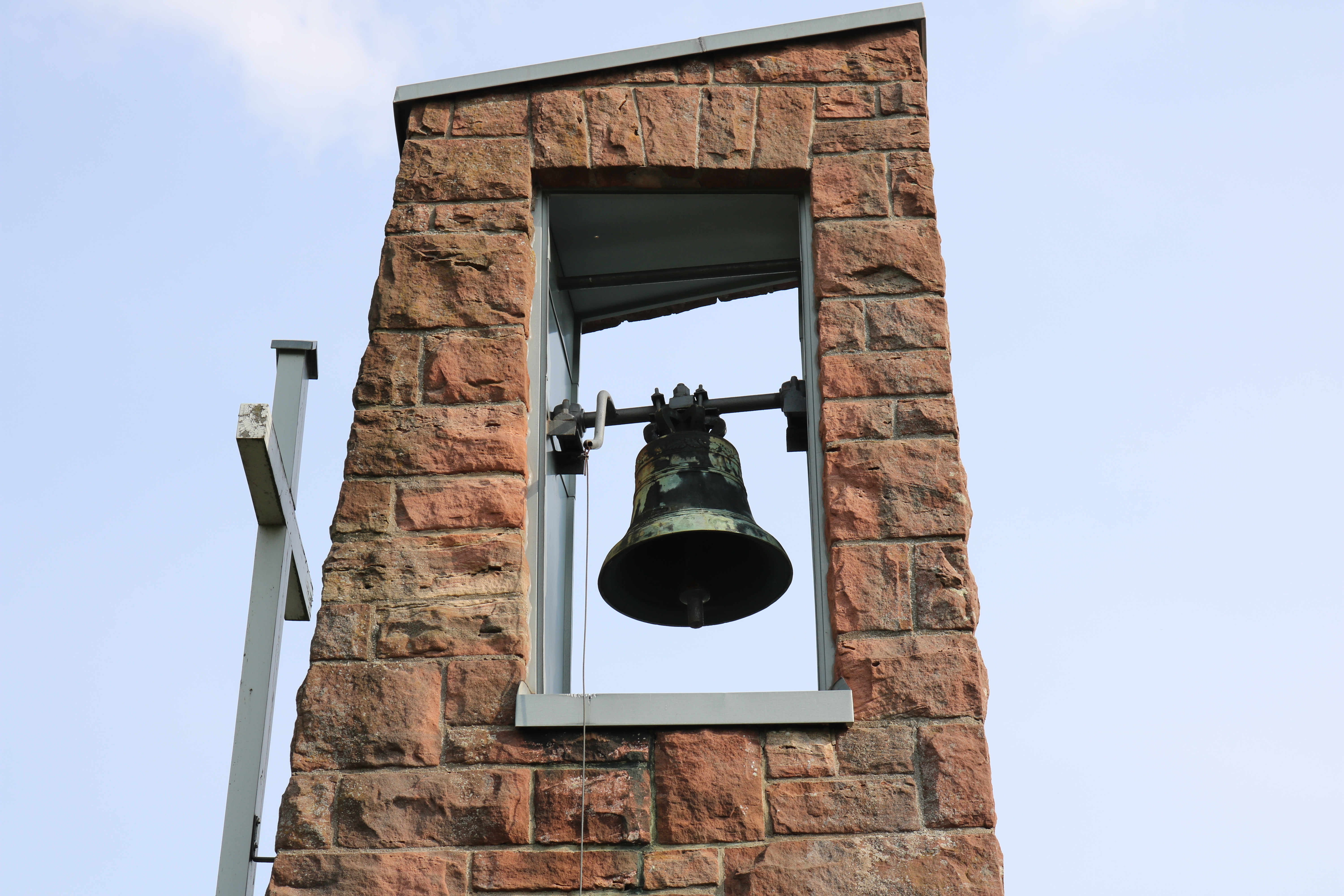
Die Friedhofsglocke in Giesel ist dem Hl. Laurentius als Dorfpatron geweiht

Im Kriegsjahr 1917 erfolgte die Beschlagnahme von zwei Glocken des Geläutes der alten Pfarrkirche St. Laurentius für die Herstellung von Rüstungsmaterial. Besonders die Glocken des 19. Jahrhunderts mussten zur Einschmelzung abgeliefert werden. Gleiches wiederholte sich auch im Zweiten Weltkrieg im Jahr 1942. Betroffen waren jeweils die beiden Bronzeglocken „Josef“ und „Maria“, die den zentralen Glockenfriedhöfen in Hamburg zugeführt werden mussten. Jeweils in den Nachkriegsjahren 1922 und 1950 erfolgte eine Neubeschaffung für die in beiden Weltkriegen eingeschmolzenen Glocken.
Nach Einweihung der Friedhofskapelle im Jahr 1962 wurde die noch vorhandene Laurentiusglocke aus dem Jahr 1950 in den Glockenträger installiert.

## Neues Friedhofskreuz und Ehrengräber

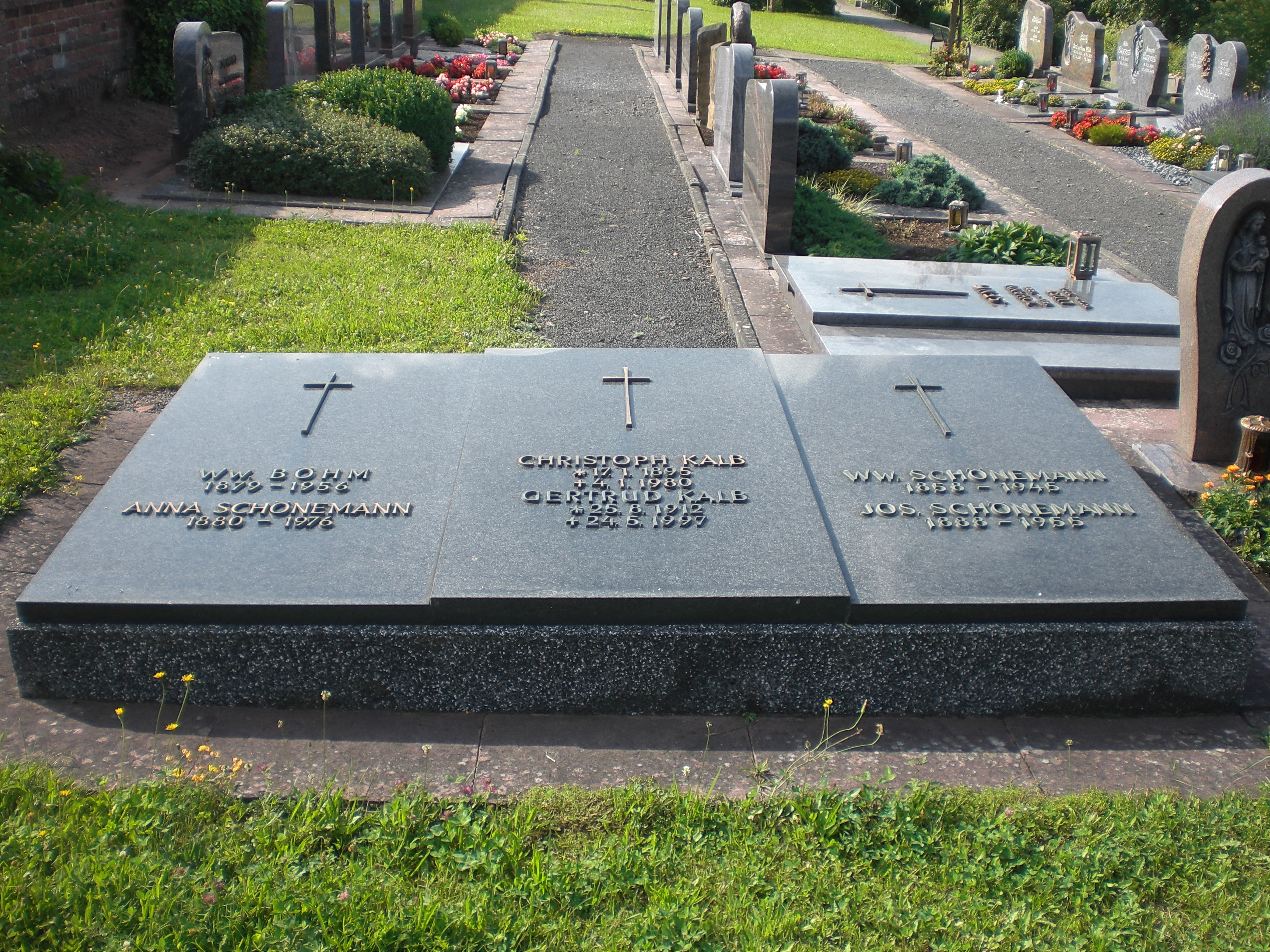
Familiengrabstätte von Christoph Kalb auf dem Friedhof in Giesel

Zur selben Zeit wurde das neue Friedhofskreuz aus rotem Sandstein vom Bildhauer Siegfried Fleck, (Fulda), geschaffen. Die Beschriftung lautet: „Ich bin die Auferstehung und das Leben“ Johannes 11,25–26 .
Neben dem Friedhofskreuz befindet sich rechts auch das Ehrengrab des Pfarrers Josef Schminke, der von 1984 bis 1989 gewirkt hat und hier verstorben ist. Unweit vom Haupteingangstor des Friedhofs (links) befindet sich das Ehrengrab des Hauptlehrers und langjährigen Kantors von Giesel Christoph Kalb.

## Kriegsgrab von 1945

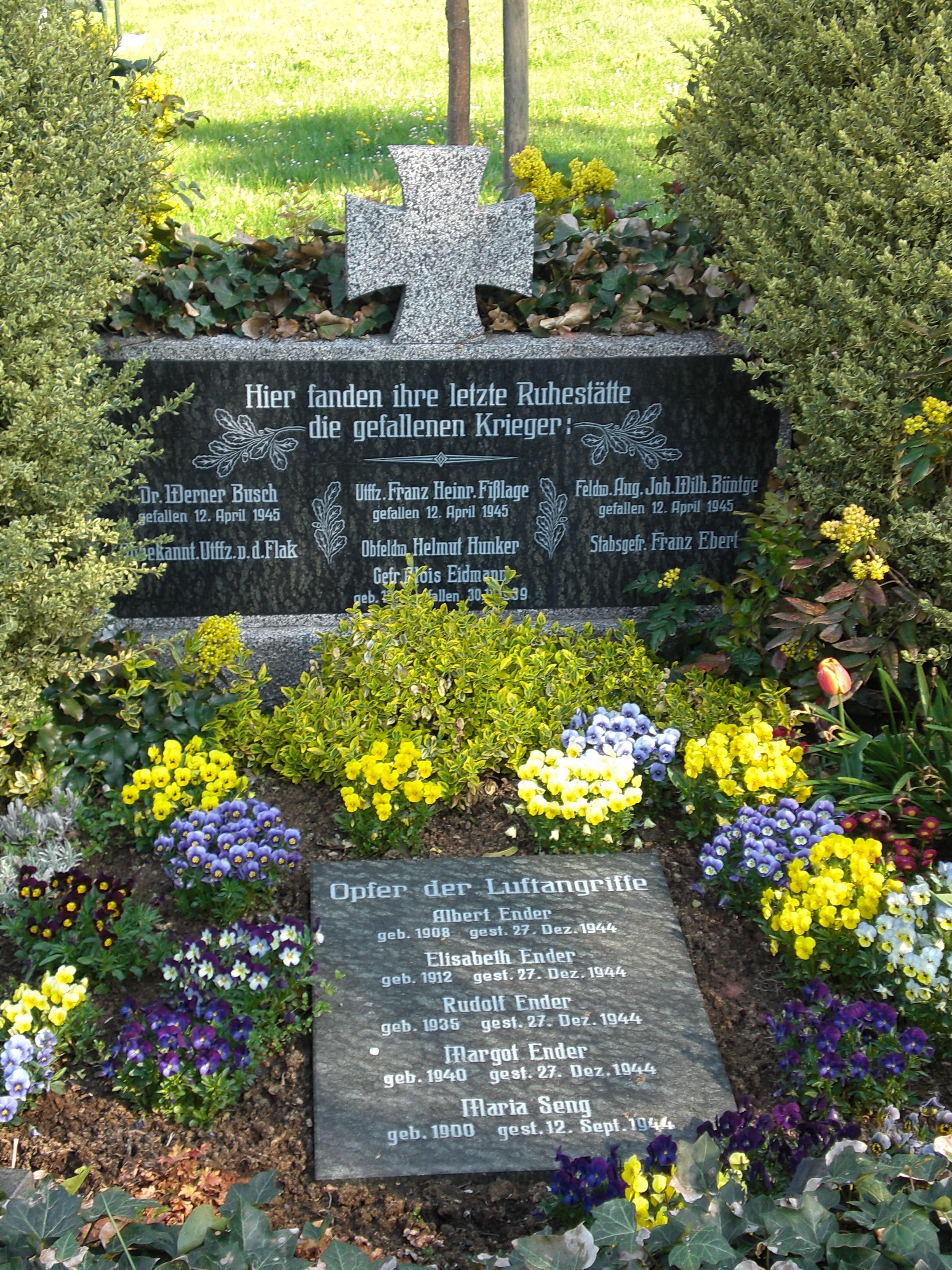
Das Kriegsgrab von 1945 auf dem alten Friedhof

Beim Vormarsch der US-Streitkräfte der 11. Panzerdivision am 31. März 1945 aus Richtung Hosenfeld und Hauswurz über die Sieberzmühle kommend – in Richtung Fulda – sind in den Ostertagen 1945 bei militärischen Säuberungen im großen Gieseler Forst um Giesel sieben Wehrmachtssoldaten gefallen:
| Dienstgrad     | Name               | geboren                           |
| -------------- | ------------------ | --------------------------------- |
| Oberleutnant   | Werner Busch       | 15. Oktober 1910 in Birkenfeld    |
| Oberfeldwebel  | Erich Haaker       | 19. August 1915 in Halle          |
| Feldwebel      | August Büntge      | 25. Juni 1898 in St. Andreasberg  |
| Unteroffizier  | Franz Fislage      | 28. Mai 1917 in Ibbenbüren        |
| Unteroffizier  | unbekannt          | unbekannt                         |
| Stabsgefreiter | Franz Ebert        | 20. Oktober 1912 in Simmershausen |
| Stabsgefreiter | Wilhelm Butterweck | 15. Oktober 1900 in Lüttersheim   |

Alle Gefallenen wurden mit dem Pferdefuhrwerk zum Friedhof nach Giesel gebracht. Dort wurden sie in dem Gemeinschaftsgrab am 12. April 1945 beigesetzt und von dem damaligen Pfarrer Valentin Haas unter Teilnahme der Gieseler Bevölkerung eingesegnet. Aus Angst vor den „Jabos“ (Jagdbombern) fand die Beerdigung am Gieseler Friedhof bereits morgens um 7 Uhr statt.
Umbettungen:
Im Jahr 1980/81 erfolgten durch die Gemeinde Neuhof, unter Mitwirkung des Volksbundes Deutscher Kriegsgräberfürsorge e. V. in Kassel, sieben Umbettungen aus drei privaten Kriegsgrabstätten in das vorhandene gemeindliche Kriegsgrab. Diese Gräber sind mit Ablauf der Liegefristen des Grabfeldes an der südöstlichen Friedhofsmauer bei der terrassenförmigen Neuanlage eingeebnet worden. Es waren die des nach einem Lazarettaufenthalt an einer Kriegsverwundung verstorbenen Gefreiten Alois Eidmann dessen Name auf dem bestehenden Grabdenkmal ergänzt wurde.
Auf der 1981 hinzugefügten liegenden Granit-Grabplatte wurden die Namen der beiden Gräber der zivilen Kriegstoten aus Giesel erfasst. Diese mussten bei Luftangriffen auf Fulda ihr Leben lassen. Es handelt sich um die Angehörigen der ganzen Familie Ender die als zivile Opfer der Luftangriffe im „Krätzbachtunnel“ und der Maria Seng im Stadtbereich „Am Pröbel“ unterhalb der heutigen Jugendherberge für die Nachwelt namentlich erfasst wurden.

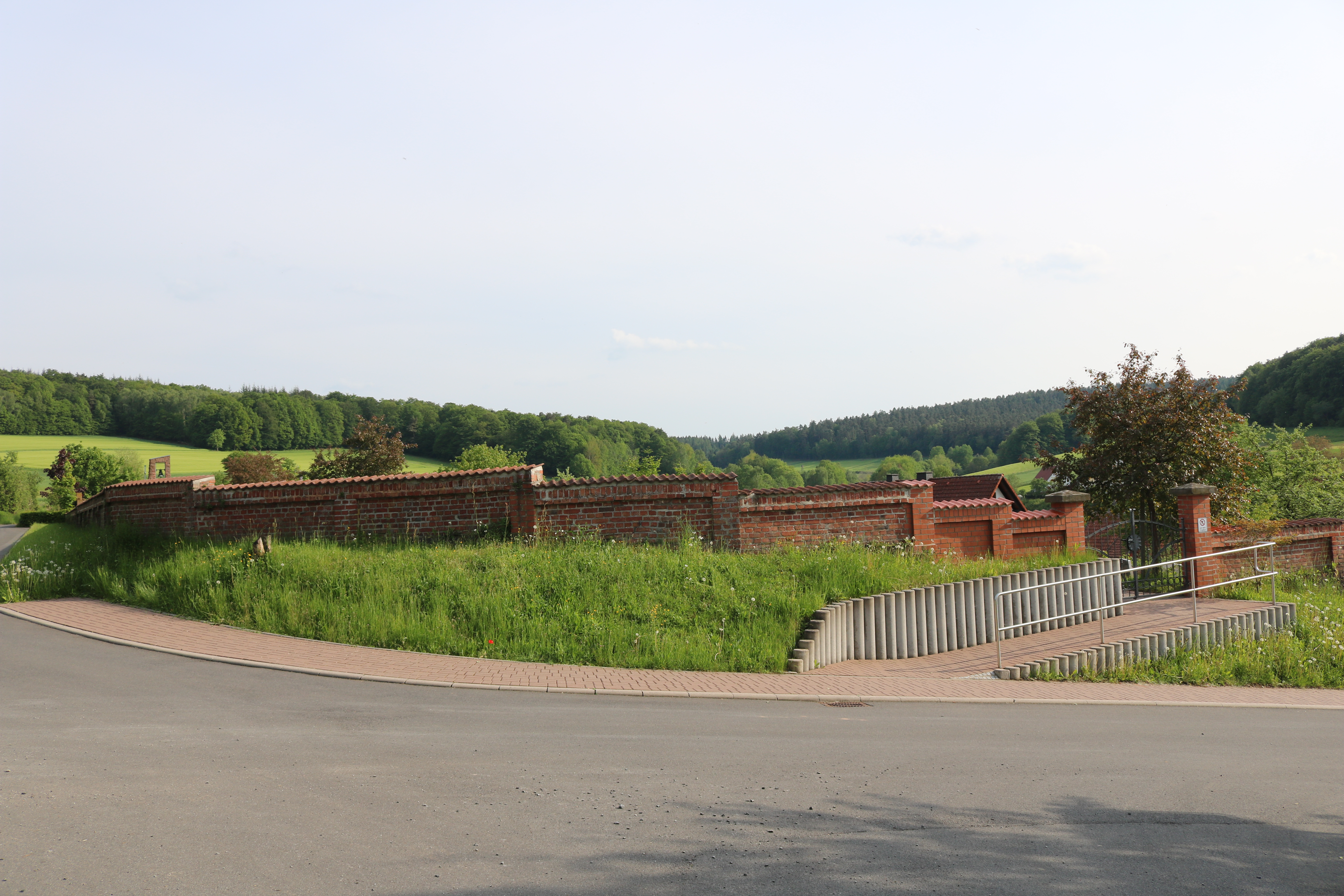
Friedhofsmauer von 1908/1909 mit dem 2013 verlegten Eingangstor
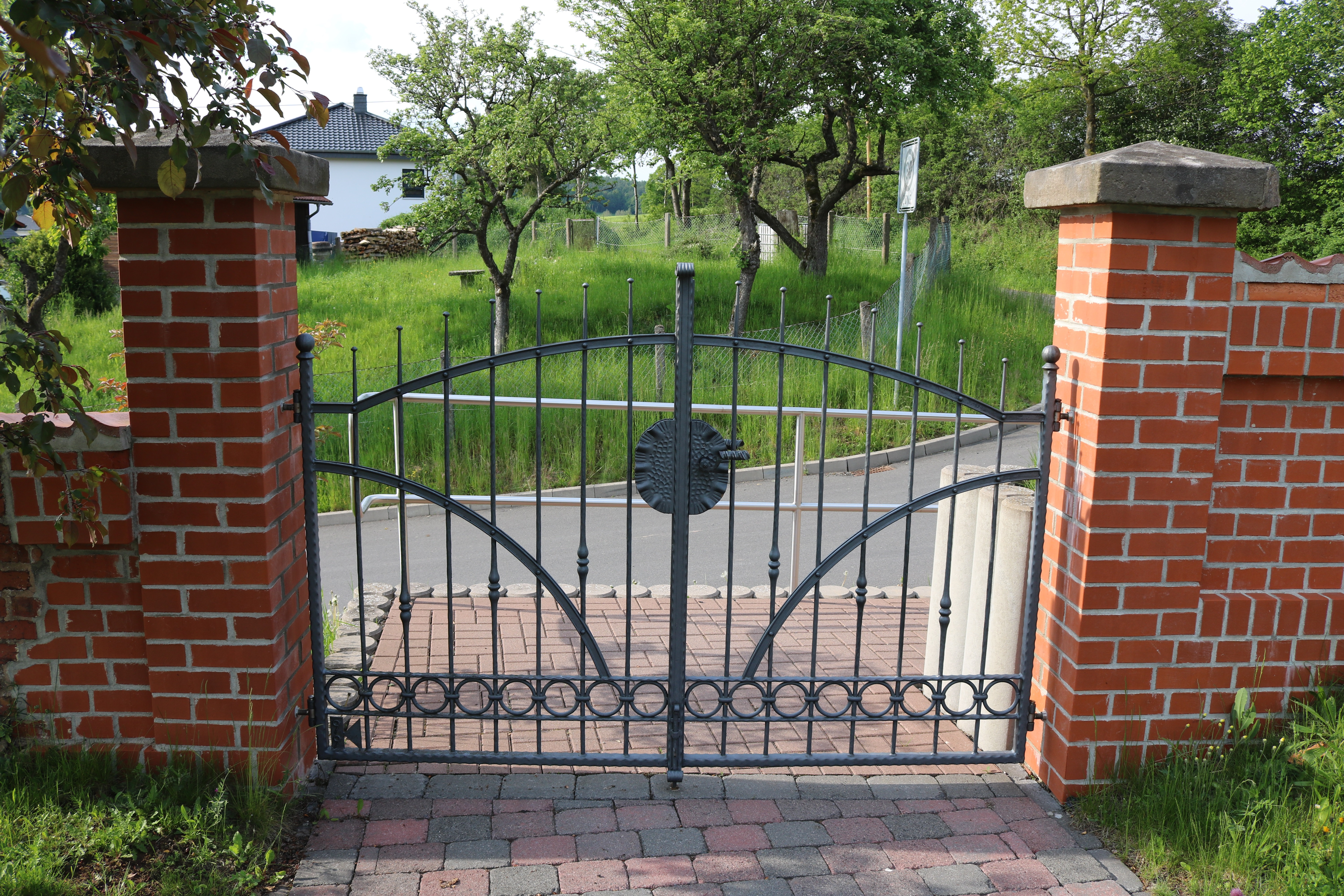
Das von der Kolpingfamilie zum 70. Jubiläum gestiftete Friedhofstor von 1999 mit Kolpinglogo (links unten)
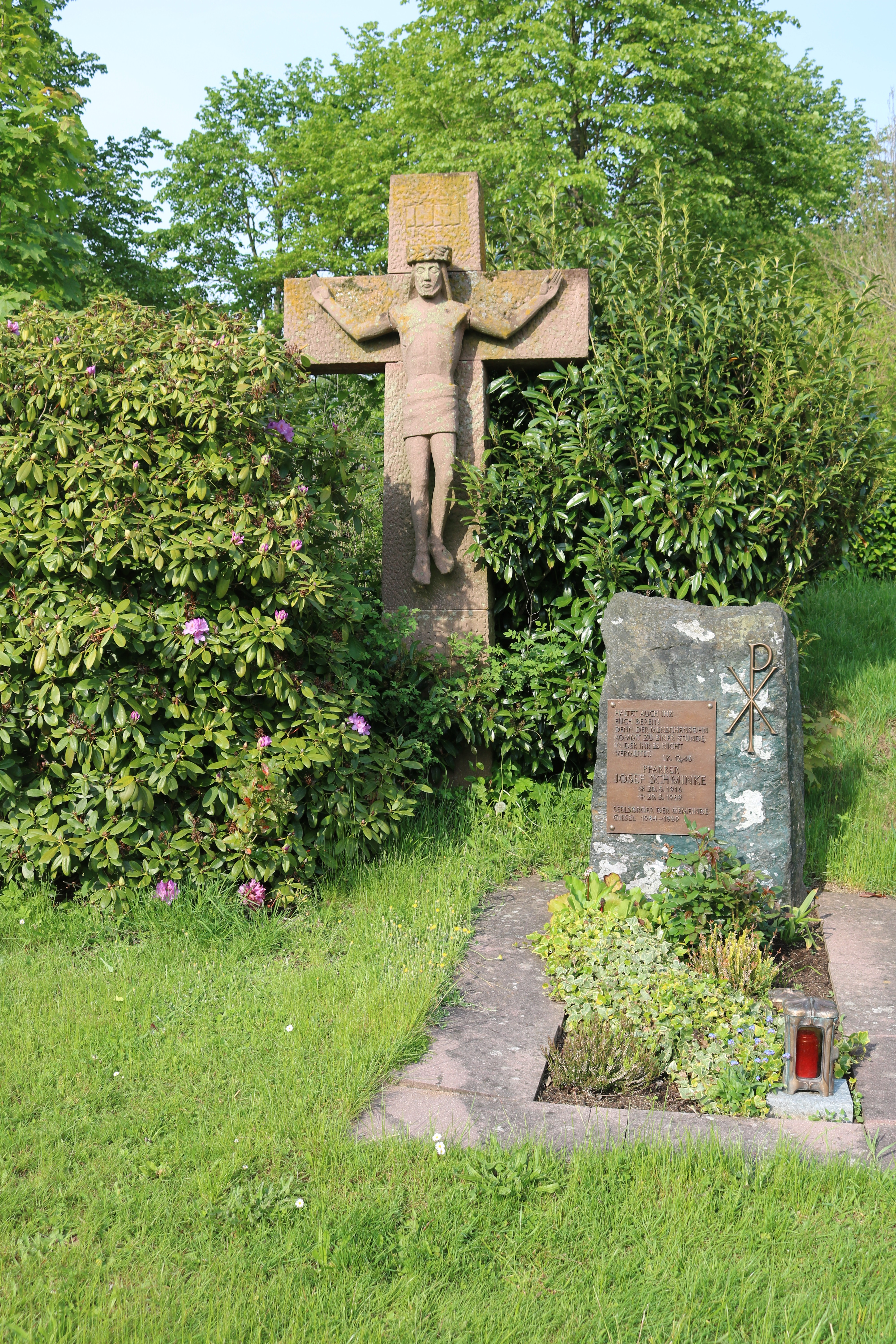
Friedhofskreuz und Ehrengrab von Pfarrer Josef Schminke
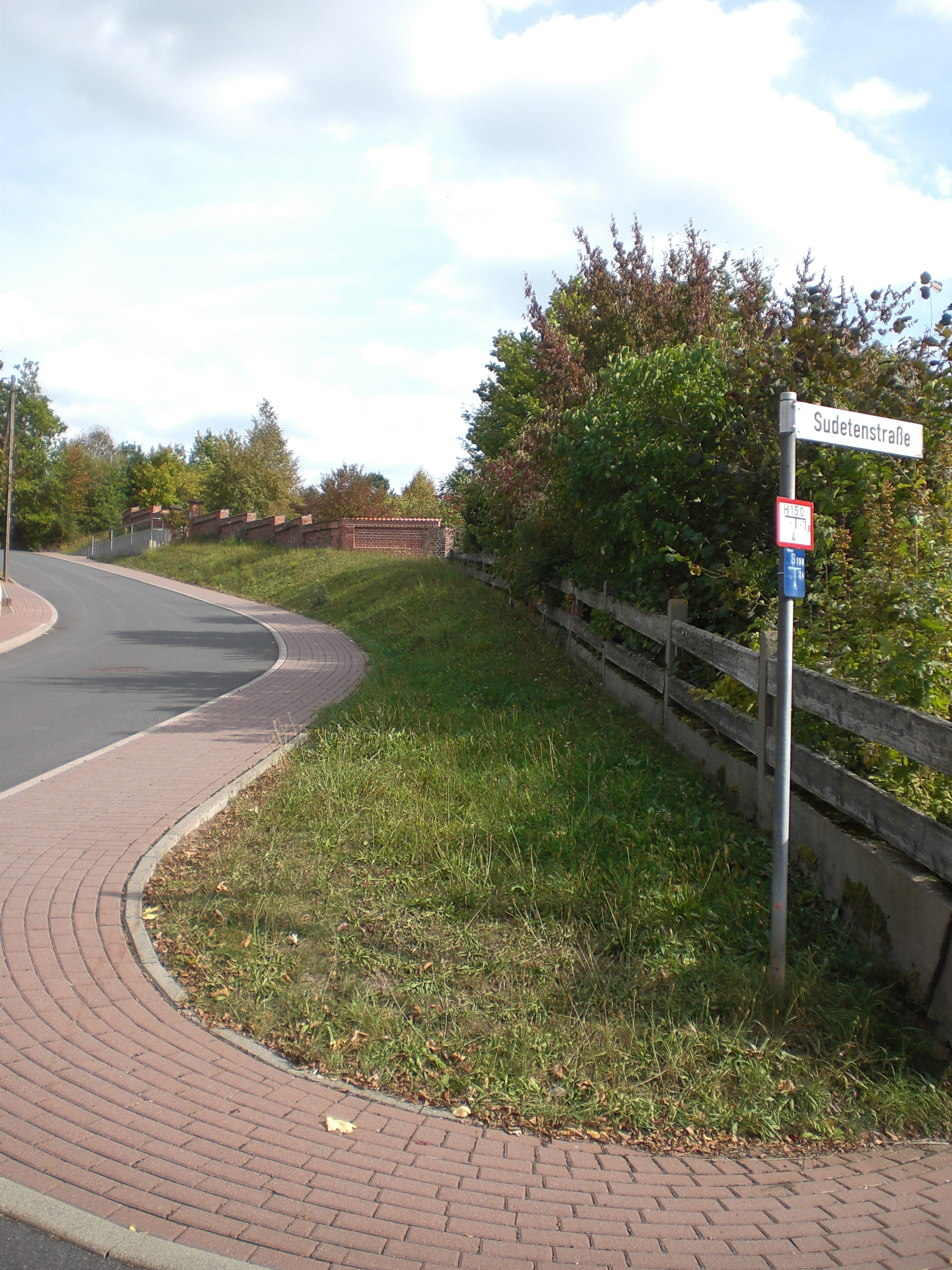
Ehemaliger Zugang zum Friedhof